# Подручник (старообрядчество)
Подручник — небольшой квадратный коврик (тонкая подушка) для рук и головы при совершении земных поклонов у старообрядцев. Размер стороны этого квадрата колеблется от 30 до 40 см. Условно подручник делится на три составных части: лицевую (внешнюю), тыльную (нижнюю) и внутреннюю (среднюю). На лицевую (чистую, верхнюю) часть аппликацией наносят религиозную символику в виде квадратов, полосок или треугольников неярких цветов, число которых обладает сакральным значением. Однако изображение креста на подручниках обыкновенно отсутствует. Внутрь кладут войлок, вату или куски материала. Всё это простёгивают.

## Символика подручников
- Квадрат — земля
- 4 (треугольника внутри квадрата) — число евангелистов
- 5 (квадратов) — число ран Христа
- 7 (концентрических квадратов) — число соборов и таинств
- 9 (квадратов) — число ангельских чинов и блаженств
- 12 (треугольников — 4 квадрата один в другом) — число апостолов